# ゴールデンラズベリー賞 最低スクリーンコンボ賞
ゴールデンラズベリー賞最低スクリーンコンボ賞は、ゴールデンラズベリー賞の部門の一つで、その年最低の映画のカップルなどに贈られる。
当初は最低スクリーンカップル賞として1994年度（第15回）から設置された。
2010年度（第31回）には最低スクリーンカップル・スクリーンアンサンブル賞と改名され、候補対象が拡大された。
2011年度（第32回）からは最低スクリーンカップル賞と最低スクリーンアンサンブル賞に分割された。
2013年度（第34回）からは再度両賞が統合され、最低スクリーンコンボ賞に改名された。

## 受賞とノミネート一覧

### 最低スクリーンカップル賞（1994年 - 2009年）
1994年（第15回）
- トム・クルーズ & ブラッド・ピット - 『インタビュー・ウィズ・ヴァンパイア』 （引き分け）
- シルヴェスター・スタローン & シャロン・ストーン - 『スペシャリスト』 （引き分け）
  - ダン・エイクロイド & ロージー・オドネル - Exit to Eden
  - ケビン・コスナー & 3人の妻たち（アナベス・ギッシュ、ジョアンナ・ゴーイング、メア・ウィニンガム） - 『ワイアット・アープ』
  - みんなで演じた多重人格障害 - 『薔薇の素顔』

1995年（第16回）
- 全ての2人組（もしくは死体！） - 『ショーガール』
  - ウィリアム・ボールドウィン & シンディ・クロフォード - 『フェア・ゲーム』
  - ティモシー・デイリー & ショーン・ヤング - 『ジキル博士はミス・ハイド』
  - デミ・ムーア & ロバート・デュヴァル、もしくはゲイリー・オールドマン - 『スカーレット・レター』
  - ジュリア・スウィーニー & デイヴ・フォーリー - 『いとしのパット君』

1996年（第17回）
- デミ・ムーア & バート・レイノルズ - 『素顔のままで』
  - パメラ・アンダーソンの感動的なまでの豊胸 - 『バーブ・ワイヤー/ブロンド美女戦記』
  - BEAVIS AND BUTT-HEAD - 『劇場版ビーバス&バットヘッド DO AMERICA』
  - マーロン・ブランド & 獣人 - 『D.N.A./ドクター・モローの島』
  - マット・ルブランク & 機械じかけのお猿さんエド - 『モンキー・リーグ/史上最強のルーキー登場』

1997年（第18回）
- ジャン＝クロード・ヴァン・ダム & デニス・ロッドマン - 『ダブルチーム』
  - サンドラ・ブロック & ジェイソン・パトリック - 『スピード2』
  - ジョージ・クルーニー & クリス・オドネル - 『バットマン & ロビン Mr.フリーズの逆襲』
  - スティーヴン・セガール & 彼のギター - 『沈黙の断崖』
  - ジョン・ヴォイト & アニマトロニクスのアナコンダ - 『アナコンダ』

1998年（第19回）
- レオナルド・ディカプリオ & レオナルド・ディカプリオ （双子役） - 『仮面の男』
  - ベン・アフレック & リヴ・タイラー - 『アルマゲドン』
  - 登場人物、ボディやアクセサリー全ての組み合わせ - 『スパイス・ザ・ムービー』
  - 本人役と、その本人たち - 『アラン・スミシー・フィルム』
  - レイフ・ファインズ & ユマ・サーマン - 『アベンジャーズ』

1999年（第20回）
- ケヴィン・クライン & ウィル・スミス - 『ワイルド・ワイルド・ウエスト』
  - ピアース・ブロスナン & デニス・リチャーズ - 『007 ワールド・イズ・ノット・イナフ』
  - ショーン・コネリー & キャサリン・ゼタ＝ジョーンズ - 『エントラップメント』
  - ジェイク・ロイド & ナタリー・ポートマン - 『スター・ウォーズ エピソード1/ファントム・メナス』
  - リリ・テイラー & キャサリン・ゼタ＝ジョーンズ - 『ホーンティング』

2000年（第21回）
- ジョン・トラボルタ & 一緒にスクリーンに映ってしまった全員 - 『バトルフィールド・アース』
  - 出演者の誰か2人 - 『ブレアウィッチ2』
  - リチャード・ギア & ウィノナ・ライダー - 『オータム・イン・ニューヨーク』
  - マドンナ & ルパート・エヴェレット、もしくはベンジャミン・ブラット - 『2番目に幸せなこと』
  - 本物のアダム・ギブソン役のアーノルド・シュワルツェネッガー & クローンのアダム・ギブソン役のアーノルド・シュワルツェネッガー - 『シックス・デイ』

2001年（第22回）
- トム・グリーン & 彼が陵辱した動物たち - 『フレディのワイセツな関係』
  - ベン・アフレック & ケイト・ベッキンセイル、もしくはジョシュ・ハートネット - 『パール・ハーバー』
  - マライア・キャリーの胸の谷間 - 『グリッター きらめきの向こうに』
  - バート・レイノルズ & シルヴェスター・スタローン - 『ドリヴン』
  - カート・ラッセル & ケビン・コスナー、もしくはコートニー・コックス - 『スコーピオン』

2002年（第23回）
- マドンナ & アドリアーノ・ジャンニーニ - 『スウェプト・アウェイ』
  - ロベルト・ベニーニ & ニコレッタ・ブラスキ - 『ピノッキオ』
  - ヘイデン・クリステンセン & ナタリー・ポートマン - 『スター・ウォーズ エピソード2/クローンの攻撃』
  - エディ・マーフィ & ロバート・デ・ニーロ - 『ショウタイム』、オーウェン・ウィルソン - 『アイ・スパイ』、もしくは自分のクローン - 『プルート・ナッシュ』
  - ブリトニー・スピアーズ & あとは別に誰でも（アンソン・マウント） - 『ノット・ア・ガール』

2003年（第24回）
- ベン・アフレック & ジェニファー・ロペス - 『ジーリ』
  - ケリー・クラークソン & ジャスティン・グアリーニ - 『アメリカン・スター』
  - アシュトン・カッチャー & ブリタニー・マーフィ - 『ジャスト・マリッジ』、もしくはタラ・リード - My Boss's Daughter
  - マイク・マイヤーズ & Thing One もしくは Thing Two - 『ハットしてキャット』
  - エリック・クリスチャン・オルセン & デレク・リチャードソン - 『新 Mr.ダマー ハリーとロイド、コンビ結成!』

2004年（第25回）
- ジョージ・W・ブッシュ & コンドリーザ・ライス、もしくは彼のペットの羊 - 『華氏911』
  - ベン・アフレック & ジェニファー・ロペス、もしくはリヴ・タイラー - 『世界で一番パパが好き!』
  - ハル・ベリー & ベンジャミン・ブラット、もしくはシャロン・ストーン - 『キャットウーマン』
  - メアリー＝ケイト & アシュレー・オルセン - 『ニューヨーク・ミニット』
  - ショーン・ウェイアンズ & マーロン・ウェイアンズ - 『最凶女装計画』

2005年（第26回）
- ニコール・キッドマン & ウィル・フェレル - 『奥さまは魔女』
  - ジェイミー・ケネディ & 彼と同じ画面に映った人たち - 『マスク2』
  - ジェニー・マッカーシー & 彼女と友だちになったりデートできるおバカさんたち - Dirty Love
  - ロブ・シュナイダー & 彼のおむつ - Deuce Bigalow: European Gigolo
  - ジェシカ・シンプソン & 彼女のデイジー・デュークス - 『デュークス・オブ・ハザード』

2006年（第27回）
- ショーン・ウェイアンズ & ケリー・ワシントン、もしくはマーロン・ウェイアンズ - 『最凶赤ちゃん計画』
  - ティム・アレン & マーティン・ショート - 『ウォルト・ディズニーのサンタクローズ3/クリスマス大決戦!』
  - ニコラス・ケイジ & 彼のクマのスーツ - 『ウィッカーマン』
  - ヒラリー・ダフ & ヘイリー・ダフ - 『マテリアル・シスターズ』
  - シャロン・ストーンのふぞろいな乳房 - 『氷の微笑2』

2007年（第28回）
- リンジー・ローハン & リンジー・ローハン - I Know Who Killed Me
  - ジェシカ・アルバ & ヘイデン・クリステンセン - 『アウェイク』、デイン・クック - 『噂のアゲメンに恋をした!』、もしくはヨアン・グリフィズ - 『ファンタスティック・フォー:銀河の危機』
  - かなりおバカな全ての2人組 - Bratz: The Movie
  - ノービット役のエディ・マーフィ & ミスター・ウォン役のエディ・マーフィ、もしくはラスピュティア役のエディ・マーフィ - 『マッド・ファット・ワイフ』
  - アダム・サンドラー & ケヴィン・ジェームズ、もしくはジェシカ・ビール - 『チャックとラリー おかしな偽装結婚!?』

2008年（第29回）
- パリス・ヒルトン & クリスティーン・レイキン、もしくはジョエル・ムーア - The Hottie and the Nottie
  - ウーヴェ・ボル & 出演、カメラ、脚本の誰か
  - キャメロン・ディアス & アシュトン・カッチャー - 『ベガスの恋に勝つルール』
  - ラリー・ザ・ケーブル・ガイ & ジェニー・マッカーシー - Witless Protection
  - エディ・マーフィの中のエディ・マーフィ - 『デイブは宇宙船』

2009年（第30回）
- サンドラ・ブロック & ブラッドリー・クーパー - 『ウルトラ I LOVE YOU!』
  - ジョナス・ブラザーズ - 『ジョナス・ブラザーズ ザ・コンサート 3D』
  - ウィル・フェレル & 出演者全員とクリエイター - 『マーシャル博士の恐竜ランド』
  - シャイア・ラブーフ & ミーガン・フォックス、もしくはトランスフォーマー - 『トランスフォーマー/リベンジ』
  - クリステン・スチュワート & テイラー・ロートナー、もしくはロバート・パティンソン - 『ニュームーン/トワイライト・サーガ』

### 最低スクリーンカップル・スクリーンアンサンブル賞（2010年）
2010年（第31回）
- 『セックス・アンド・ザ・シティ2』の全キャスト
  - ジェニファー・アニストン & ジェラルド・バトラー - 『バウンティー・ハンター』
  - ジョシュ・ブローリンの顔 & ミーガン・フォックスの発音 - 『ジョナ・ヘックス』
  - 『エアベンダー』の全キャスト
  - 『エクリプス/トワイライト・サーガ』の全キャスト

### 最低スクリーンカップル賞（2011年 - 2012年）
2011年（第32回）
- アダム・サンドラー & ケイティ・ホームズ、アル・パチーノ、もしくはアダム・サンドラー - 『ジャックとジル』
  - ニコラス・ケイジ & 彼が出演した2011年の映画3本での共演者（『ドライブ・アングリー3D』、『デビルクエスト』、『ブレイクアウト』）
  - シャイア・ラブーフ & 下着モデル（別名: ロージー・ハンティントン＝ホワイトリー） - 『トランスフォーマー/ダークサイド・ムーン』
  - アダム・サンドラー & ジェニファー・アニストン、もしくはブルックリン・デッカー - 『ウソツキは結婚のはじまり』
  - クリステン・スチュワート & テイラー・ロートナー、もしくはロバート・パティンソン - 『トワイライト・サーガ/ブレイキング・ドーン Part1』

2012年（第33回）
- マッケンジー・フォイ & テイラー・ロートナー - 『トワイライト・サーガ/ブレイキング・ドーン Part2』
  - 『Jersey Shore』のキャスト2人 - 『新・三バカ大将 ザ・ムービー』
  - ロバート・パティンソン & クリステン・スチュワート - 『トワイライト・サーガ/ブレイキング・ドーン Part2』
  - タイラー・ペリー & 彼の女装 - 『マディアおばさんのドタバタNY事件簿』
  - アダム・サンドラー & レイトン・ミースター、アンディ・サムバーグもしくはスーザン・サランドンのいずれか - That's My Boy

### 最低スクリーンアンサンブル賞（2011年 - 2012年）
2011年（第32回）
- 『ジャックとジル』の全キャスト
  - 『ポルノ☆スターへの道』の全キャスト
  - 『ニューイヤーズ・イブ』の全キャスト
  - 『トランスフォーマー/ダークサイド・ムーン』の全キャスト
  - 『トワイライト・サーガ/ブレイキング・ドーン Part1』の全キャスト

2012年（第33回）
- 『トワイライト・サーガ/ブレイキング・ドーン Part2』の全キャスト
  - 『バトルシップ』の全キャスト
  - 『マディアおばさんのドタバタNY事件簿』 の全キャスト
  - The Oogieloves in the Big Balloon Adventure の全キャスト
  - That's My Boy の全キャスト

### 最低スクリーンコンボ賞（2013年 - ）
2013年（第34回）
- ジェイデン・スミスとウィル・スミス - 『アフター・アース』
  - 『アダルトボーイズ遊遊白書』の全キャスト
  - 『ムービー43』の全キャスト
  - リンジー・ローハンとチャーリー・シーン - 『最終絶叫計画5（英語版）』
  - タイラー・ペリーとラリー・ザ・ケーブル・ガイ、またはその古臭いウィッグとドレス - 『タイラー・ペリーのマディアおばさんのメリークリスマス（英語版）』

2014年（第35回）
- カーク・キャメロンと彼の自尊心 - Saving Christmas
  - 『トランスフォーマー/ロストエイジ』に登場したロボットと俳優
  - キャメロン・ディアスとジェイソン・シーゲル - 『SEXテープ』
  - ケラン・ラッツと彼の腹筋・胸筋・もしくは臀筋 - 『ザ・ヘラクレス』
  - セス・マクファーレンとシャーリーズ・セロン - 『荒野はつらいよ 〜アリゾナより愛をこめて〜』

2015年（第36回）
- ジェイミー・ドーナンとダコタ・ジョンソン - 『フィフティ・シェイズ・オブ・グレイ』
  - “ファンタスティック”たち - 『ファンタスティック・フォー』
  - ジョニー・デップとのりで付けた口ひげ - 『チャーリー・モルデカイ 華麗なる名画の秘密』
  - ケヴィン・ジェームズとセグウェイ、またはのりで付けた口ひげ - 『モール・コップ ラスベガスも俺が守る!（英語版）』
  - アダム・サンドラーといくつかの靴 - 『靴職人と魔法のミシン』

2016年（第37回）
- ベン・アフレックと「永遠の好敵手(BFF, Baddest Foe Forever)」ヘンリー・カヴィル - 『バットマン vs スーパーマン ジャスティスの誕生』
  - 2柱のエジプトの神と人間たち - 『キング・オブ・エジプト』
  - ジョニー・デップと吐き気がするほど強烈な衣装 - 『アリス・イン・ワンダーランド/時間の旅』
  - かつて尊敬を集めたすべての出演者たち - 『素晴らしきかな、人生』
  - タイラー・ペリーと使い古しのカツラ - 『タイラー・ペリーの出たぞ〜! マデアのハロウィン』
  - ベン・スティラーと「全然面白くない友人(BFF, Barely Funny Friend)」オーウェン・ウィルソン -『ズーランダー NO.2』

2017年（第38回）
- 2つの最悪な絵文字。 - 『絵文字の国のジーン』
  - 主演2人による、2人の大人のオモチャや2人の体位など全ての組み合わせ。 - 『フィフティ・シェイズ・ダーカー』
  - 人間キャラクター2人による、2体のロボットや2回の大爆発など全ての組み合わせ。 - 『トランスフォーマー/最後の騎士王』
  - ジョニー・デップといつもの酔っ払った芝居。 - 『パイレーツ・オブ・カリビアン/最後の海賊』
  - タイラー・ペリーと、薄汚い古いドレスまたは使い古したカツラ。 - 『タイラー・ペリーのまた出たぞ〜! マデアのハロウィン2（英語版）』

2018年（第39回）
- ドナルド・トランプと彼の際限ないせこさ - 『Death of a Nation（英語版）』『華氏119』
  - 2人の俳優とパペット全員 - 『パペット大騒査線 追憶の紫影』
  - ジョニー・デップと急速に落ちぶれていく彼のキャリア - 『名探偵シャーロック・ノームズ』
  - ウィル・フェレルとジョン・C・ライリー - 『俺たちホームズ&ワトソン』
  - ケリー・プレストンとジョン・トラヴォルタ - 『ギャング・イン・ニューヨーク』

2019年（第40回）
- すべての半猫/半人の毛玉コンビ - 『キャッツ』
  - ジェイソン・デルーロとCGI去勢された彼の「膨らみ」 - 『キャッツ』
  - タイラー・ペリーとタイラー・ペリー（またはタイラー・ペリー）- 『タイラー・ペリー マデアの家族葬』
  - シルヴェスター・スタローンと彼の無力な怒り - 『ランボー ラスト・ブラッド』
  - ジョン・トラボルタと彼が受け入れるすべての脚本

2020年（第41回）
- ルドルフ・ジュリアーニと彼のズボンのジッパー - 『続・ボラット 栄光ナル国家だったカザフスタンのためのアメリカ貢ぎ物計画』
  - ロバート・ダウニー・Jrと彼の全く説得力のない「ウェールズ語」のアクセント - 『ドクター・ドリトル』
  - ハリソン・フォードとあの完全に作り物と見えるCGIの「犬」- 『野性の呼び声』
  - ローレン・ラプカス（英語版）とデヴィッド・スペード - 『僕のミッシー』
  - アダム・サンドラーと彼の耳障りな声 - 『ヒュービーのハロウィーン』

2021年（第42回）
- レブロン・ジェームズと彼がドリブルするワーナーのカートゥーンキャラクター（またはタイム・ワーナー製品） - 『スペース・プレイヤーズ』
  - 不器用なキャストメンバーと下手な歌詞（または振り付け）のミュージカル・ナンバー - 『ダイアナ：ザ・ミュージカル（英語版）』
  - ジャレッド・レトーと彼の17ポンドのラテックス顔、マニアックな服、またはばかばかしいアクセントのいずれか - 『ハウス・オブ・グッチ』
  - ベン・プラットと彼が常に歌っていることを普通の事のように振舞う他の登場人物たち - 『ディア・エヴァン・ハンセン』
  - トムとジェリー（別名：イッチー&スクラッチー） - 『トムとジェリー』

2022年（第43回）
- トム・ハンクスと彼のラテックスだらけの顔（そしてその滑稽なアクセント） - 『エルヴィス』
  - コールソン・ベイカー（別名：マシン・ガン・ケリー）とモッド・サン（英語版） - 『グッド・モウニング 人生最悪のハイな1日（英語版）』
  - 虚偽のホワイトハウスのベッドシーンに登場する実在の人物2人（マリリン・モンローとジョン・F・ケネディ） - 『ブロンド』
  - アンドリュー・ドミニクと彼の女性問題 - 『ブロンド』
  - 『愛は、365の日々で（英語版）』の2つの続編 - 『愛は、この日を迎えて（英語版）』と『愛は、新たな日々へ（英語版）』